# Mauricio Torres Fernández
Mauricio Torres Fernández, más conocido como Mauri (nacido el 26 de febrero de 1988) es un futbolista español. Mauri juega actualmente está sin equipo tras acabar su contrato con el St Joseph's FC de la Liga de Gibraltar.

## Trayectoria
Se formó como futbolista en las categorías inferiores del Málaga Club de Fútbol. En 2007 fichó por el filial del Osasuna en calidad de cedido. En enero de 2008 se desvincula del CA Osasuna "B" para recalar en las filas del Lucena CF, después de pasar tres años entre equipos de la Tercera División de España, recala en el filial del Getafe Club de Fútbol, para fichar en verano de 2013 por la Sociedad Deportiva Huesca.

## Clubes
| Club                    | Categoría                    | Año       |
| ----------------------- | ---------------------------- | --------- |
| CA Osasuna "B"          | Segunda División B de España | 2007      |
| Lucena CF               | Segunda División B de España | 2008      |
| Málaga CF "B"           | Segunda División B de España | 2008-2009 |
| CD Alahurino            | Tercera División de España   | 2009      |
| CD Ronda                | Tercera División de España   | 2010      |
| Jérez CF                | Tercera División de España   | 2010-2011 |
| UD San Pedro            | Tercera División de España   | 2011-2012 |
| Getafe CF "B"           | Segunda División B de España | 2012-2013 |
| SD Huesca               | Segunda División B de España | 2013-2014 |
| UCAM Murcia CF          | Tercera División de España   | 2014      |
| La Roda CF              | Segunda División B de España | 2014-2015 |
| UD San Pedro            | Tercera División de España   | 2015      |
| Arandina Club de Fútbol | Segunda División B de España | 2015-2017 |
| Marbella FC             | Tercera División de España   | 2017      |
| Lealtad                 | Segunda División B de España | 2017-2018 |
| St. Joseph              | Liga de Gibraltar            | 2018-2020 |